# Juefan Huihong
Juefan Huihong (chiń. 覺範慧洪, pinyin Juéfàn Huìhóng; kor. 각범혜홍 Kakpǒm Hyehong; jap. Kakuhan Ekō; wiet. Giác Phạm Huèi Hồng; ur. 1071, zm. 1128) – chiński mistrz chan z frakcji huanglong szkoły linji i poeta. Znany także jako Dehong (德洪) i Qingliang Huihong (清凉慧洪).

## Życiorys
Juefan pochodził z Benchun w prow. Jiangxi.
Gdy Juefan miał 14 lat zmarli jego rodzice. Został w nowicjuszem w klasztorze mistrza Sanfenga Qinga. Każdego dnia zapamiętywał kilka tysięcy słów sutr, które studiował. Posiadał fotograficzną pamięć i zapamiętywał każdy tekst po jednym przeczytaniu. Stał się wybitnym znawcą sutr. W wieku 19 lat przyjął pełną mnisią ordynację w klasztorze Tianwang (Niebiańskich Królów) w Luoyangu. Wtedy też otrzymał swoje pierwsze imię Dharmy – Huihong. Zdał także państwowe egzaminy. W klasztorze tym studiował nauki madhjamiki oraz jogaczary. Jego nauczycielem był mnich Xuanmi.
Po czterech latach nauki przestał studiować sutry i rozpoczął praktykę u mistrza Zhenjinga (Letana Kewena) w Guizong. Gdy Zhenjing przeniósł się do Shimen, Juefan poszedł tam za nim. Mistrz obawiał się, że Juefan cierpi na chorobę wywołaną jego nadmierną erudycją. Starał się swoimi naukami rozbudzić w nim wielkie zwątpienie. Gdy tylko Juefan chciał coś powiedzieć, Zhenjing mówił Czy to, co mówisz, jest zgodne z Drogą?
W końcu Juefan osiągnął oświecenie i skomponował gathę
Gdy Lingyun zobaczył je kiedyś, nigdy nie spojrzał powtórnie,
Te gałęzie ozdobione czerwono i biało nie ujawniały kwiatów.
Nieszczęśliwy rybak, który nie złapał niczego ze swojej łodzi,
Powrócił do sieci na ryby i krewetki na suchy ląd.
Po potwierdzeniu oświecenia przez mistrza, Juefan udał się na wędrówkę i odwiedził wielu znanych mistrzów chan. Wszyscy potwierdzali jego oświecenie i wychwalali jego urzeczywistnienie tak, że stał się sławny.
Po pewnym czasie wysoki urzędnik Xian Mozhu zaprosił Juefana do zostania opatem klasztoru Beijingde w Fuzhou. W jakiś czas potem mistrz przeniósł się do klasztoru Qingliang w Nankinie.
W 1128 r. mistrz zmarł w Tong’an.
Po petycji wystosowanej przez urzędnika Kuo Tianmina, cesarz obdarzył mistrza pośmiertnym imieniem „Drogocenne Oświecenie Doskonałej Czystości”.

## Znaczenie mistrza
Mistrz był jednym z największych mistrzów linii przekazu huanglong. Jednak był także ważną postacią w okresie, w którym literatura chanu osiągnęła swój zenit.
Był autorem wielu komentarzy dotyczących klasycznego chanu i biografii. Jednym z nich jest Linjian lu (Zapiski z lasu chan). Napisał także wstęp do pracy Hou Yanqinga Chanlin sengbao zhuan (Kronika skarbu sanghi w lesie chanu). Był także redaktorem pracy Linji zongzhi, która zbierała nauki i mowy mistrza Linjiego.
Z jego tekstów poznać można sytuację ówczesnego chanu. W jednym ze swoich tekstów lamentuje, że z „pięciu domów chanu”, egzystują już właściwie tylko dwa – linji i yunmen. Jednak zauważył odrodzenie się „domu” caodong i pojawienie się wielkiego mistrza Furonga Daokaia. Mało tego, chociaż jako mistrz tradycji linji, mógłby kwestionować legalność linii przekazu caodong, to jednak podkreśla znaczenie i legitymizuje mistrza Touziego Yiqinga, nazywając go „prawdziwym synem” Dayanga Jingxuana. Mistrz prezentował więc postawę ekumeniczną, daleką od sekciarstwa.
Huihong napisał również epitafium dla mistrza caodong – Lumena Fadenga.

## Dzieła literackie
- Chanlin sengbao zhuan (Zachowane biografie mnichów z klasztorów chanu[5])
- Linji zongzhi
- Shimen wenzi chan
- Linjian lu (Zapiski z klasztorów chanu) (1107)

## Linia przekazu Dharmy zen
Pierwsza liczba oznacza liczbę pokoleń od Pierwszego Patriarchy chan w Indiach Mahakaśjapy.
Druga liczba oznacza liczbę pokoleń od Pierwszego Patriarchy chan w Chinach Bodhidharmy.
- 38/11. Linji Yixuan (zm. 867) szkoła linji
  - 39/12. Xinghua Cunjiang (830–925)
    - 40/13. Nanyuan Huiyong (Paiying) (860–930)
      - 41/14. Fengxue Yanzhao (896–973)
        - 42/15. Shoushan Xingnian (926–993)
          - 43/16. Fenyang Shanzhao (947–1024)
            - 44/17. Ciming Chuyuan (Shishuang Chuyuan) (968–1039)
              - 45/18. Yangqi Fanghui (992–1049) szkoła yangqi
              - 45/18. Huanglong Huinan (1002–1069) szkoła huanglong
                - 46/19. Xuefeng Daoyuan (bd)
                - 46/19. Yungai Shouzhi (1025–1115)
                - 46/19. Yun’an Kewen (1025–1102) (także Baofeng, Letan i Zhenjing)
                  - 47/20. Juefan Huihong (1071–1128)
                  - 47/20. Doushuai Congyue (1044–1091)